# Biografen Sture

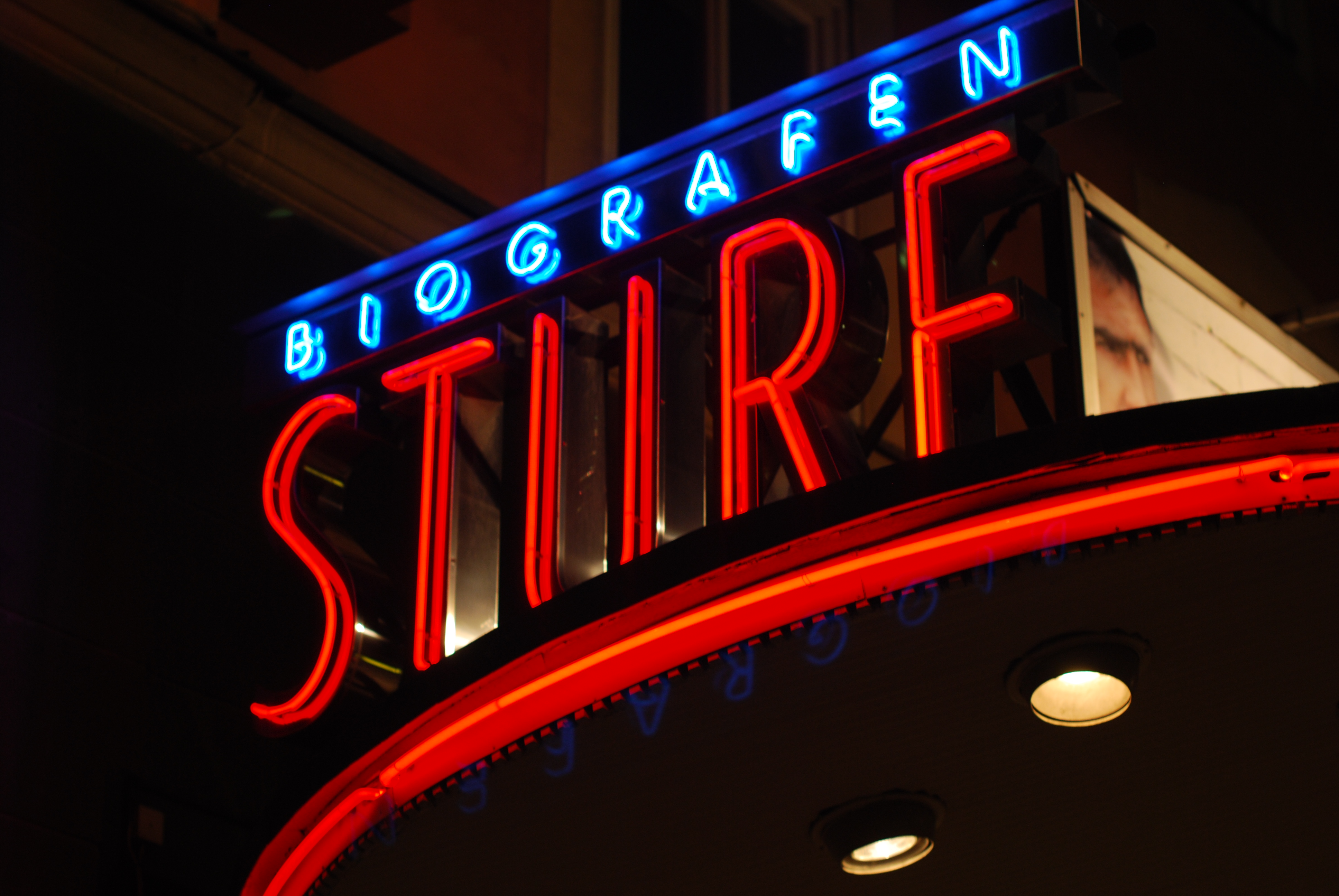
Stures neonskylt.

Biografen Sture, fram till år 2001 Olympia samt under perioden 1967–1990 Cinema, är en biograf vid Birger Jarlsgatan 41A i Stockholm.

## Historik

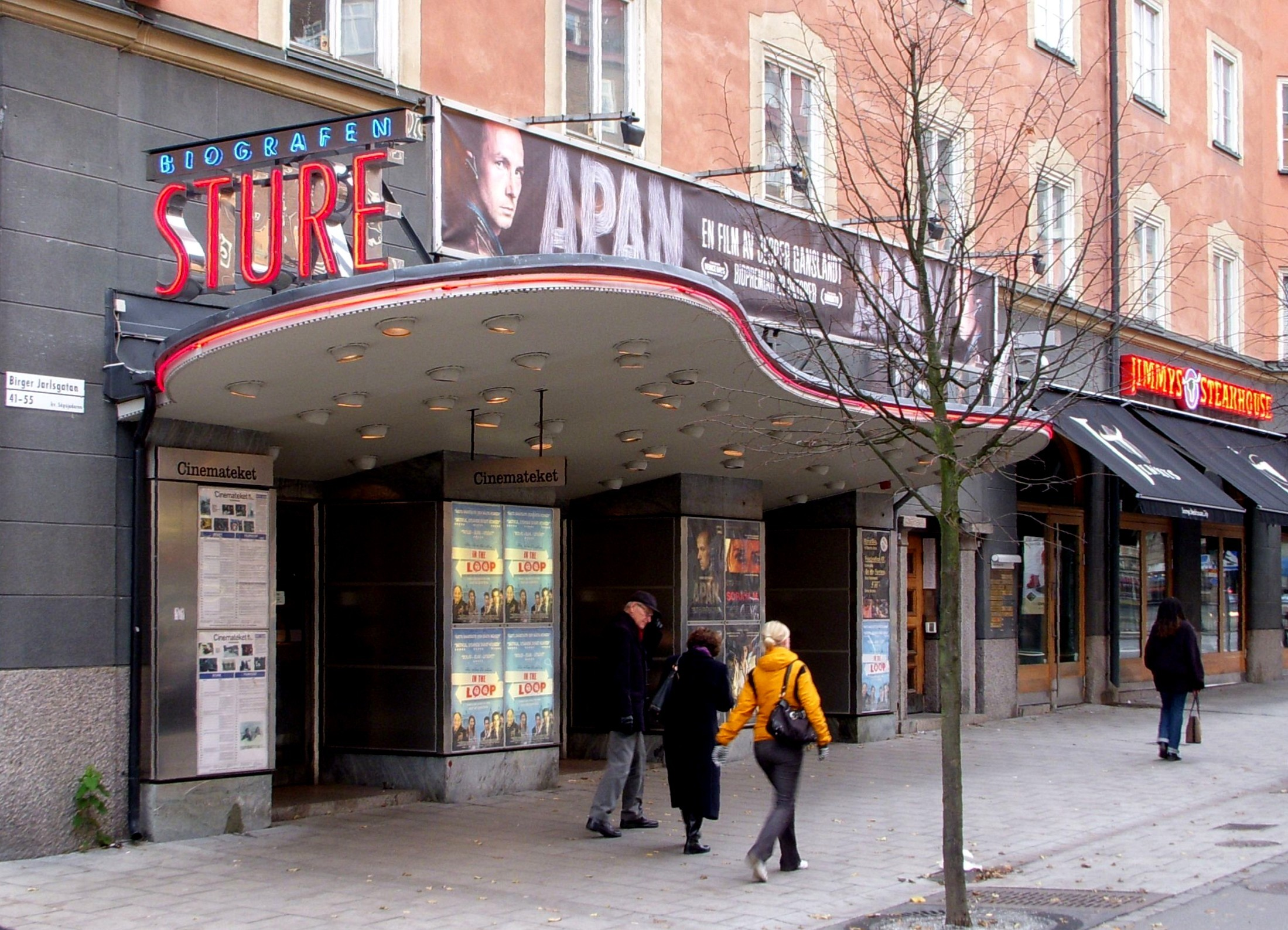
"Biografen Sture" i november 2009

Biografen öppnade 1920 i den då nybyggda fastigheten Sopsjudaren 1 uppförd efter ritningar av arkitektkontoret Östlihn & Stark. Vid invigningen hette den Olympia. Salongen var på tre sidor omgiven av läktare och nedanför filmduken fanns plats för en tiomannaorkester. Olympia drevs av ett konsortium under ledningen av slakteriägaren Gustaf Frisk. Redan efter ett år gick företaget i konkurs och från hösten 1922 var en ny ledning på plats. Vid mitten av 1930-talet övertogs biografen av Anders Sandrew. Biografen Olympia var en av Stockholms premiärteatrar.
När gamla biograf "Sture-Teatern" vid Birger Jarlsgatan 28-30 lades ner i oktober 2001 flyttades rörelsen till gamla "Olympia" som återinvigdes under namnet "Biografen Sture" den 12 oktober 2001. Den gamla neonskylten har medflyttats och kompletterats. Balkongen är ombyggd till två mindre salonger. Den stora salongen har en ny ridå skapad av konstnären Ernst Billgren.
Idag har Sture tre salonger med totalt 353 platser. Biografen Sture har gjort sig känd för att satsa på kvalitetsfilm.[källa behövs]